# Björknäs, Nacka kommun

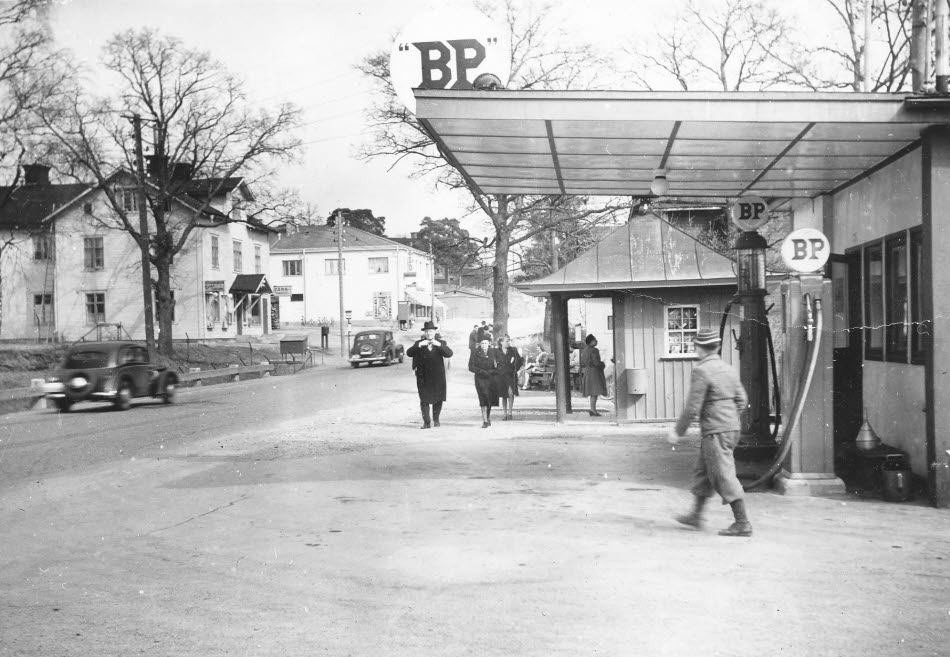
Busshållplatsen Björknäs, i korsningen Värmdövägen-Sockenvägen. Till vänster Storgårn med manufakturaffären Björknäsboden och Erics Färghandel. Strax bakom konsumhuset. Foto 1948. Källa: Nacka bildarkiv.

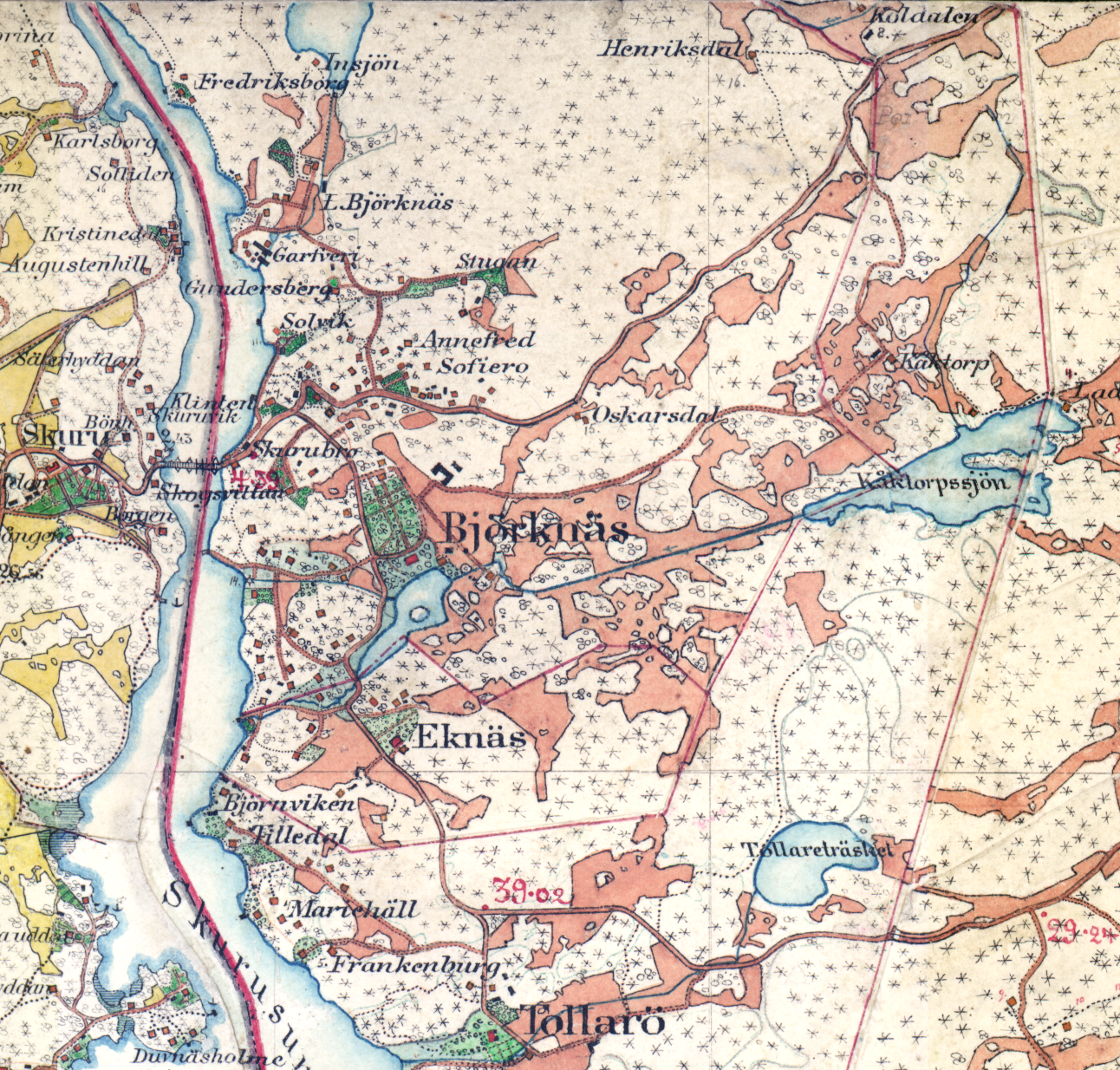
Området kring Björknäs på häradskartan från 1901-1906. Källa: Lantmäteriets historiska kartor.

Björknäs är ett område i västra Saltsjö-Boo, Nacka kommun, Stockholms län. Björknäs är beläget intill Skurusundet vid Skurubroarnas östra landfäste. Området har sitt namn efter Stora Björknäs gård och omnämns i skrift redan 1436.

## Björknäs centrum
Björknäs centrum fungerar som ett lokalt centrum med närservice såsom en mataffär, apotek, restaurang och några butiker. Centrumbebyggelsen är orienterad kring torget och utgörs av två generationer affärs- och bostadshus, dels från 1930-40-talet, dels från i slutet av 1980-talet. 
Björknäs centrum var tidigare Boo kommuns kommersiella centrum med flera affärer, restauranger, kaféer, biograf och annan service. I mitten av 1940-talet flyttade den kommunala förvaltningen till ett nybyggt kommunalhus längre österut längsmed Värmdövägen. Brandstationen (1940) bevarades och innehåller idag kiosk, frisör, kemtvätt och mäklare medan den gamla biografen och konsumbutiken (1938) är ombyggd till godisbutik och kontor. 
Öster om centrum längs Värmdövägen finns bland annat en trädgårdsbutik/handelsträdgård, restauranger och ett konditori samt Björknäskyrkan. Väster om centrum finns en bensinstation, kontor och flertalet verksamheter såsom glasmästeri, städfirma och VVS-firma.

## Stora Björknäs
Marken i Björknäs har historiskt hört till gårdarna Stora och Lilla Björknäs.  
Stora Björknäs mangård låg vid norra stranden av Björknäs kvarndamm. Huvudbyggnaden som nyuppförts 1805 brann ned 1916 och ersattes av en villa. Den parklika trädgården har i dag ersatts av bussparkering och Länsväg 222.  
Från dammen leddes vatten till gårdens kvarn nere vid Skurusundet. Kvarndriften upphörde i början av 1900-talet. Rester av kvarnbyggnaden inbyggdes i Nya Björknäs varv som etablerades på platsen under 1930-talet.

Uppdelningen av jordbruksmarken i tomter började efter 1873 när den kände storbyggmästaren Carl Henrik Hallström flyttade in på Stora Björknäs och lät uppföra ett antal sommarvillor för sina vänner i Evangeliska Fosterlandsstiftelsen och Stockholms stadsmission. Senare ägare fortsatte tomtavsöndringen. Brukspatronen Anders Viktor Lundström som köpte Stora Björknäs 1904 tillhörde också Evangeliska Fosterlandsstiftelsen. Han inrättade bland annat en såg i kvarnen för att kunna tillhandahålla husbyggnadsmaterial åt tomtköparna. För att också ge gudstjänstlokal åt den växande skaran sommarboende trosfränder lät han 1906-07 uppföra det kapell som sedan skänktes till nybildade Stora Björknäs Missionsförening och nu efter ett antal ombyggnader kallas ”Björknäskyrkan”.

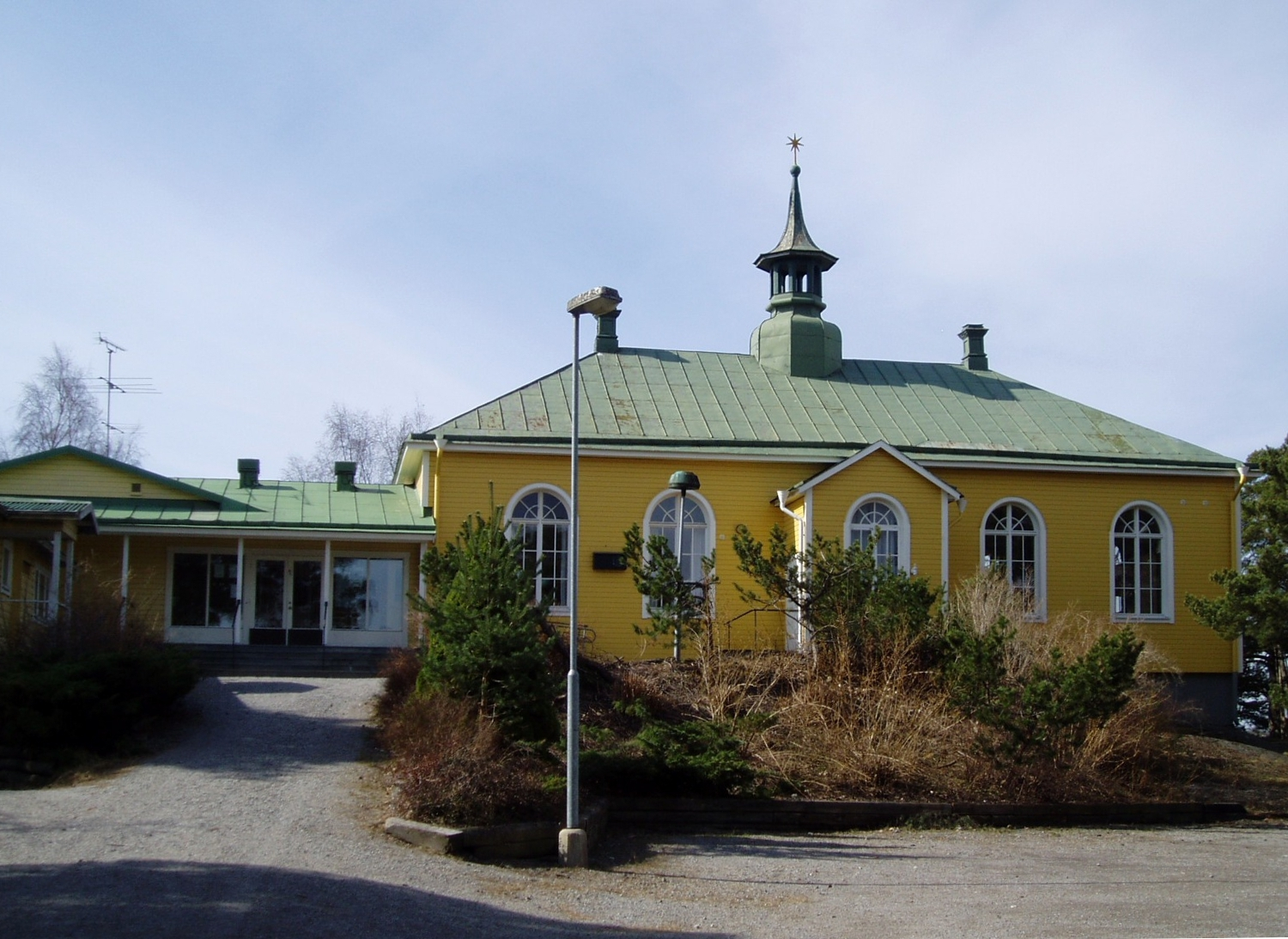
Björknäskyrkan. Tidigare Stora Björknäs kapell.

Lantbruket på Stora Björknäs lades helt ned 1925. Då såldes gårdens ekonomibyggnader till Björknäsbolaget som lät inrätta ladugård och stall till garage respektive verkstad för sin busstrafik. Byggnaderna revs 1981 för att ersättas av SL:s stora depåanläggning.
Eknäs gård avsöndrades från Stora Björknäs 1818 på platsen för ett tidigare torp. Gården köptes på 1950-talet av Boo kommun som där lät uppföra traktens första samlade hyreshusbebyggelse

## Lilla Björknäs
Norröver ligger Lilla Björknäs vars strandlinje mot Skurusundet – och norrut mot Talludden – under slutet av 1800-talet bebyggdes med "snickarglada" sommarvillor. Det fanns då ännu inga vägar utan passagerarångbåtar trafikerade regelmässigt ett antal bryggor.
I Lilla Björknäs fanns mellan 1736 och 1785 Björknäs glasbruk. Inga rester finns kvar av verksamheten men Glasbrukssjön fick sitt namn under denna period. Efter brukets nedläggning anlades en så kallad vadmalsstamp och andra mindre verksamheter. Lilla Björknäs köptes 1906 av Rörstrands Fabriks AB med avsikt att anlägga en porslinsfabrik i anslutning till utloppet från Glasbrukssjön. Fabriken hamnade istället i Lidköping och området köptes 1920 av Evangeliska Fosterlandsstiftelsen som använde fastigheten till hem för återvändande missionärer. Egendomen kom sedan att ägas av Klintens Fastighetsförening UPA (som även ägde tomter i Björknäs) som exploaterade Lilla Björknäs som sommarstugeområde med en mängd så kallade sportstugor, många på brant kuperade och svårtillgängliga tomter. 
Efter en ny detaljplan vunnit kraft år 2002 ändrar området nu snabbt karaktär. Kommunalt VA ger nya byggrätter och även om kommunen i sin översiktsplan önskat bevara områdets särart är det nu 2000-talets nyfunkisinspirerade arkitektur som dominerar all nybyggnation. Dessa står i stark kontrast till villorna från 1800-talet och de få sportstugor som nu blir kvar. Topografin är densamma så det starkt kuperade vägnätet har inte ändrats. I Lilla Björknäs finns sötvattenbad i Glasbrukssjön, en strandpromenad efter Skurusundet, lek och bollplats samt tennisbana. Enda kommersiella verksamhet är för närvarande Linds Båtvarv. Lilla Björknäs har en ångbåtsbrygga som sommarhalvåret bland annat trafikeras av Strömma Kanalbolaget på traden Stockholm till Sandhamn. Det finns även reguljär bussförbindelse.

## Skurusundet

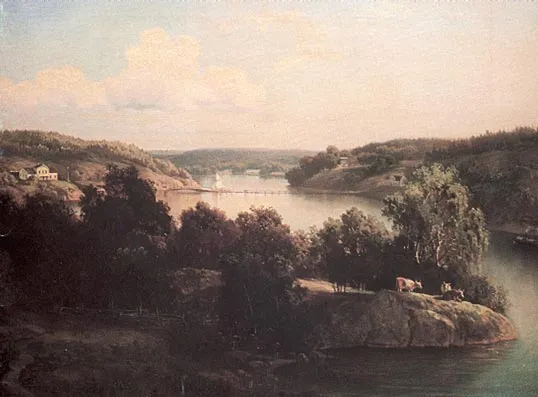
Skurusundet. Oljemålning från 1868 av Josefina Holmlund (1827-1905) i Nacka kommuns ägo.

Skurusundet blev den viktiga farleden mellan södra skärgården och Mälaren under medeltiden när den gamla farleden genom Stubbsund blev ofarbar på grund av landhöjningen, men sundet hade använts redan under förhistorisk tid. Längs vattenvägarna etablerades ett stort antal sjökrogar och sjögästgiverier och vid Skurusundet har det funnits krogar både på Skurusidan och på Björknässidan vid Klinten. Under vattenytan finns flera fartygs- och båtlämningar som berättar om vattenvägens långa kontinuitet.

## Ångbåtstrafik och sommarvillor
Vid mitten av 1800-talet började ångbåtstrafiken runt Stockholm komma i gång på allvar och med ett pärlband av ångbåtsbryggor blev stränderna vid Skurusundet tillgängliga för förmögna Stockholmsbor som där kunde bygga en sommarvilla i ett naturskönt läge. Mot slutet av 1800-talet började villor uppföras även för permanentboende. Villabebyggelsen började etableras efter det att Boo gård såldes på exekutiv auktion 1829 och de nya ägarna såg en affärsmöjlighet i att stycka av mark för sommarvillor. På 1870-talet började avstyckningarna från Stora Björknäs. Björknäskyrkan vid Centralplan är också ett resultat av etableringen av sommarvillorna. Medlemmarna i missionsföreningen som uppförde kyrkan var till stor del sommargäster i området. 

## 1900-tal och avstyckningar

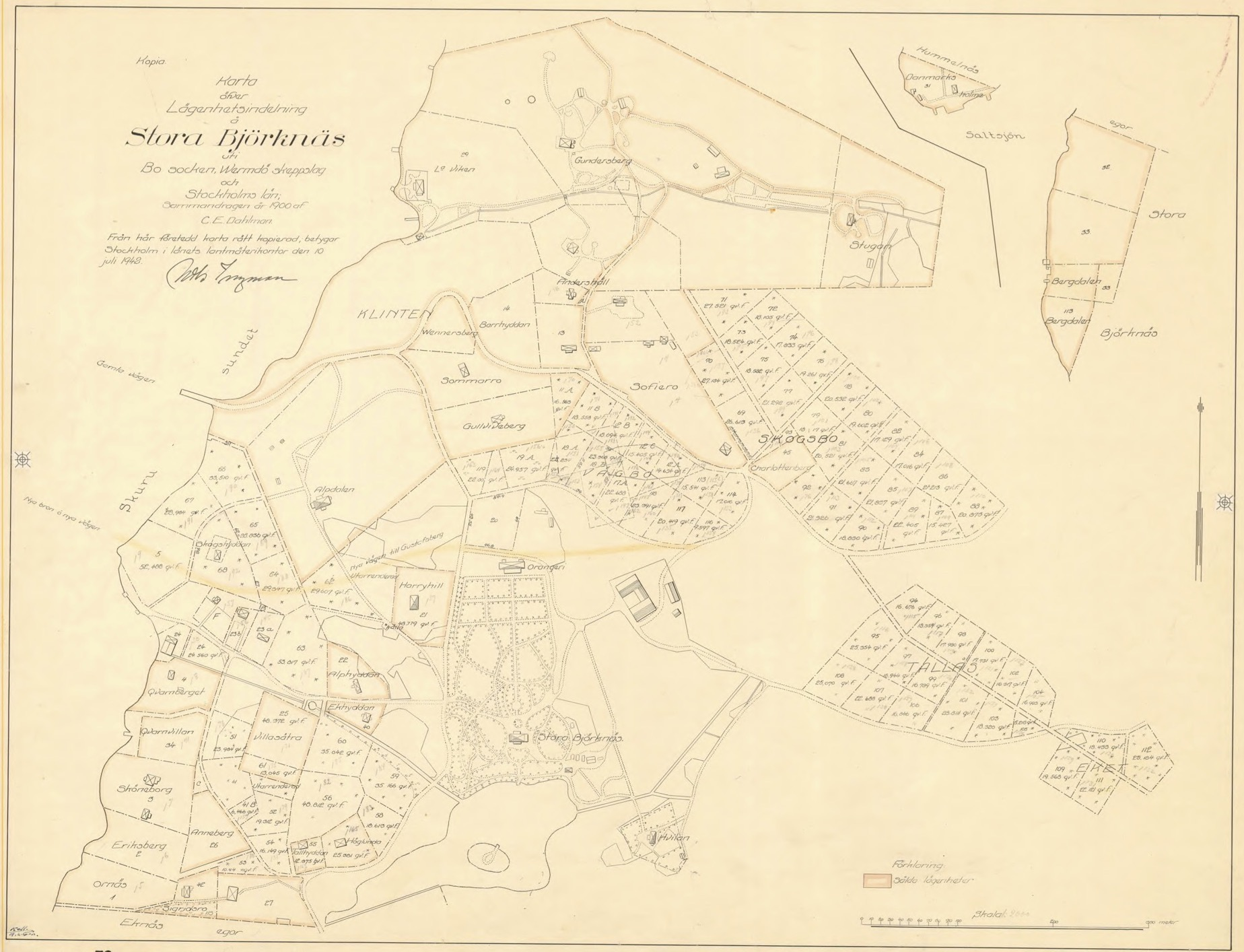
Karta över lägenhetsindelning Stora Björknäs år 1900.

Vid sekelskiftet 1900 började villatomter styckas av i de centrala delarna av Björknäs. 1906 bildades ett järnvägsbolag med syfte att anlägga en järnväg från Storängen till Värmdö över Skurusundet. Det fanns också planer på större industrietableringar, till exempel av en porslinsfabrik i Lilla Björknäs. Varken järnvägen eller industriplanerna blev verklighet, men avstyckningarna tog fart i deras spår. Ett viktigt bidrag till utvecklingen var också Skurubron som invigdes 1915 och innebar då en enorm förbättring av landsvägskommunikationerna mellan Stockholm och Värmdö.  
På 1920-talet bildades Björknäs egnahemsområde och det upprättades flera byggnadsplaner i området. Villorna i den centrala delen av Björknäs bebyggdes dock utan byggnadsplan vilket tidigt resulterade i en varierad bebyggelsestruktur som fortfarande präglar området. Variationen har också en bakgrund i att flera av de nya Björknäsborna var hantverkare eller småföretagare som både ritade och byggde villorna själva. Genom bebyggelseexpansionen har det äldre odlingslandskapet i centrala Björknäs ersatts med villabebyggelse, men det gamla kulturlandskapet lever vidare genom bebyggelsestrukturen, stora grönskande trädgårdar och flera gamla lövträd. 

## Skurubro, service och centrum

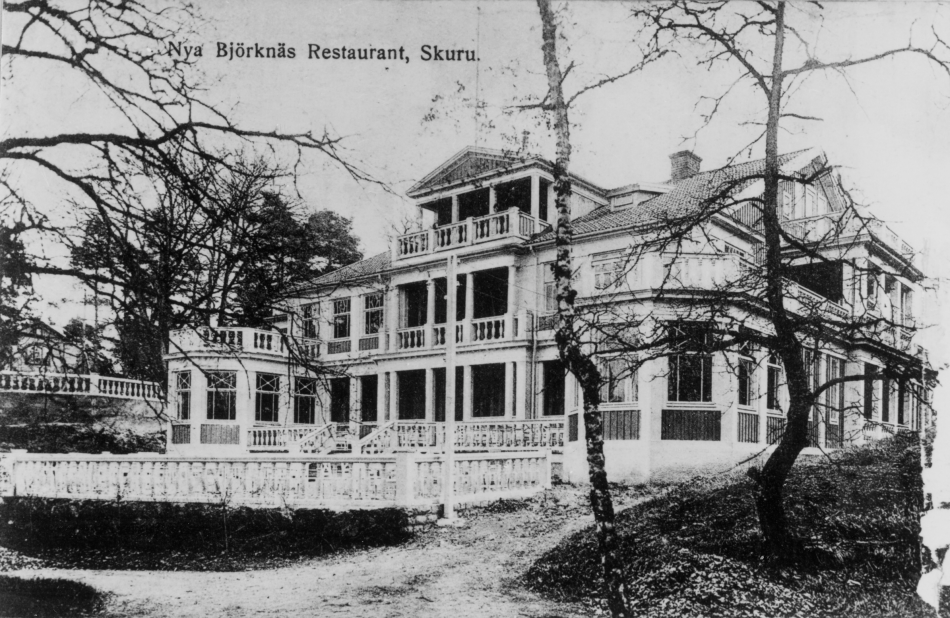
Restaurang Herrgårn på vykort från 1920. Källa: Nacka bildarkiv.

Fram till 1800-talet var landsvägsförbindelserna mellan Stockholm, Boo och Värmdö mycket dåliga. Från 1770-talet finns uppgifter om en regelbunden färjeförbindelse och på 1830-talet byggdes en flottbro över Skurusundet. Med Skurubron 1915 förbättrades kommunikationerna och snart startade busstrafiken till Stockholm. År 1925 inköptes Björknäs gård, som lagt ner jordbruket, ladugården omvandlades till garage och stallet byggdes om till verkstad. 
Skurubron uppfördes några hundra meter söder om den tidigare flottbron vilket ledde till att Värmdövägen fick en ny sträckning genom Björknäs. Med den nya broförbindelsen började Björknäs successivt utvecklas till Boo kommuns kommersiella centrum med flera affärer, restauranger, kaféer, biograf och annan service. I mitten av 1940-talet flyttade den kommunala förvaltningen till ett nybyggt kommunalhus längre österut längsmed Värmdövägen. 
Längs vägen etablerades verksamheter som tidigt blev populära mötesplatser och norr om vägen uppfördes även mindre flerbostadshus. En mötesplats som är borta sedan länge är restaurang Herrgårn med Björknäspaviljongen som på 1940-50-talen var ett välkänt nöjesställe i hela Stockholmsområdet. 
I anslutning till Björknäs centrum har det uppförts mindre områden med flerbostadshus i flera etapper från 1950-talet. Den senaste utbyggnadsetappen skedde i slutet av 1980-talet då två områden med flerbostadshus uppfördes samtidigt som centrumbebyggelsen kompletterades. 
Några större industrier har historiskt inte funnits i Björknäs, däremot hade pappersbruket i Tollare en stor påverkan både på bebyggelseutvecklingen och näringslivet i området. Näringsstrukturen har i stor omfattning varit inriktad mot olika servicefunktioner. En större arbetsplats vid sidan av bussgaraget var Nya Björknäsvarvet som etablerades vid Björknäs kvarn på 1920-talet. 
Under de senaste decennierna har bebyggelsen utvecklats främst genom förtätning i de befintliga villakvarteren med nya villor, radhus och små flerbostadshus.

## Övergripande landskapsbild
Nacka ligger på en av sprickdalar sönderskuren urbergsplatå som bildar ett starkt kuperat landskap. Sprickdalslandskapet och dess förutsättningar för markanvändningen präglar även Björknäs. Den äldre villabebyggelsens grundstrukturer med tydlig anpassning till sprickdalslandskapets former både när det gäller bebyggelsens placering, vägnätet och de obebyggda grönområdena med skärgårdsnatur och ofta dramatisk topografi präglar fortfarande området. En helt unik skärgårdsmiljö med lång kontinuitet är Skurusundets kustlandskap med sin bebyggelse, dramatiska bergsbranter som dyker ner i vattnet och inbäddande grönska.  
Dalgångarna har till stor del omvandlats till villaområden, men de har kvar en lummighet som visar var odlingsmarken en gång låg. Ädellövskog, främst ek, växer kring villor och i vissa bergbranter. Barrskog dominerar berg- och moränområden där magra hällmarker är vanliga och jordlagret är i allmänhet tunt. Bland bebyggelsen finns i stor utsträckning kvar gamla tallar och berghällar. Den rika grönskan i löv- och barrskogsområdena, trädgårdarna och grönområdena skapar tillsammans med bebyggelsen och landskapets form Björknäs och Eknäs unika karaktär.  
Gemensamt för i stort sett all bebyggelse är att den håller sig under trädtoppsnivån vilket tillsammans med en generellt låg exploateringsgrad gör att Björknäs upplevs mycket grönt och lummigt. Undantaget är Björknäs centrum som innehåller mindre grönska och där flerbostadshusen når ovanför trädtopparna. 

## Utbildning
I Björknäs ligger Björknässkolan som erbjuder undervisning från förskola till 9:e klass samt en gymnasiesärskola. Det finns även ytterligare förskolor.